# 学士（医学）
学士（医学）（がくし いがく）は学士の学位の一つ。医学分野の学位に博士（医学）などがある。

## 概要
主に大学の医学部卒業生に授与される学位である。日本で医学分野の学士号の歴史は古く、1877年（明治10年）に旧制東京大学が開学すると、法学士、理学士、文学士、製薬士とともに医学士の学位が定められた。1887年（明治20年）に帝国大学令が発令され、学士号は学位から称号に移行し、医学士号も学位ではなく称号となった。1879（明治 12）年に東京大学医学部を卒業した神内由己（熱海吸気館長）、佐々木政吉、高階経本（宮内省侍医）ら18名が日本最初の医学士となった。
医学士は1947年（昭和22年）の学校教育法施行で称号となり、1963年（昭和33年）に文部省が定めた大学設置基準で学士号29種類の一つとされた。1991年（平成3年）の学校教育法及び学位規則の改正で学士号は再び学位として定められると、従来の「医学士」は「学士（医学）」に改称され、従前の制度で授与されていた医学士の称号は学校教育法改正附則で学位と看做される。
大学の医療系学部は6年制で、6年の修学年限を卒業して学士が授与される。6年制学部に設置される大学院の4年制博士課程は、博士前期課程（修士課程）を経ずに4年制博士課程を修める。
医療系学部の修士課程を修学する他学部卒業生も散見される。6年制課程の卒業者が4年制博士課程ではない他分野の博士後期課程を修める際、修士学位を求められる場合がある。

## 英語表記
日本の「学士（医学）」は専門職学位ではないが、アメリカ合衆国のメディカル・スクール卒業の表記に倣い「M.D.」と表されることが多い。
- M.D. (Doctor of Medicine) - 主にアメリカ合衆国のメディカル・スクールに授与される4年制専門職学位
- D.O. (Doctor of Osteopathic Medicine) - 主にアメリカ合衆国のオステオパシー・メディカル・スクール卒業者に授与される4年制専門職学位

- M.B.B.S. (Bachelor of Medicine, Bachelor of Surgery) -  主にイギリス（英連邦）の6年制学士
- B.Med.（Bachelor of Medicine） - 6年制学士